# María Soledad Izquierdo López
María Soledad Izquierdo López (Madrid, 1960) es una bióloga española, experta en acuicultura. Realizó estudios de doctorado en Ciencias pesqueras por la Universidad de Tokio. Es catedrática de la Universidad de Las Palmas de Gran Canaria desde 2000. Fue directora del Instituto Canario de Ciencias Marinas entre 2009 y 2011.
En 1988 recibió el premio a la mejor tesis doctoral de Canarias y en 2012 al mejor equipo de investigación de la ULPGC. Cuenta con acreditación de la Agencia Nacional de Evaluación de la Calidad y Acreditación (ANECA) con mención de calidad y de excelencia del programa de Doctorado en acuicultura.
Es miembro Correspondiente de la Real Academia de Medicina (2011) y del Fish Subcommittee de la International Union of Nutritional Sciences (Unesco) desde 1997. Entre 2006 y 2014 fue vicepresidenta del Fish Subcommittee de la International Union of Nutritional Sciences de la Unesco, entidad que pasó a dirigir en 2014. Dirige el Instituto Universitario de Acuicultura Sostenible y Ecosistemas Marinos - ECOAQUA en la ULPGC.
Su investigación se centra en la mejora de la nutrición y alimentación de peces, el desarrollo de técnicas de cultivo de nuevas especies y técnicas de cultivo larvario, y en la genética de especies cultivables.

## Polémicas
En abril de 2025, es investigada por delito de falsedad documental y prevaricación administrativa, en relación con irregularidades en la adjudicación de una plaza en el área de Zoología de la ULPGC. Estos hechos se producen en noviembre de 2021, etapa en la que Maria Soledad ejercía el cargo de Vicerrectora de Investigación y Transferencia.